# District historique de Longmire
Pour les articles homonymes, voir Longmire (homonymie).
Le district historique de Longmire – Longmire Historic District en anglais – est un district historique américain à Longmire, dans les comtés de Lewis et Pierce, dans l'État de Washington. Protégé au sein du parc national du mont Rainier, cet ensemble architectural est inscrit au Registre national des lieux historiques depuis le 13 mars 1991.
Il comprend notamment les trois bâtiments appelés Longmire Buildings et qui forment un ensemble architectural classé National Historic Landmark depuis le 28 mai 1987 : le Longmire Administration Building, le Longmire Community Building et la Longmire Service Station, une station-service. S'y ajoutent de nombreuses autres structures, parmi lesquelles la Longmire General Store, la Longmire Library, le Longmire Museum, le Longmire Suspension Bridge et le National Park Inn.